# Merremia aniseiifolia
Merremia aniseiifolia är en vindeväxtart som beskrevs av Van Ooststr. Merremia aniseiifolia ingår i släktet Merremia och familjen vindeväxter. Inga underarter finns listade i Catalogue of Life.